# Edén Muñoz
Rodolfo Edén Muñoz Cantú (Guasave, Sinaloa, 25 de septiembre de 1990), es un cantante, compositor, productor y multinstrumentista mexicano de música regional mexicana. Inicialmente conocido por haber sido la voz principal del grupo Colmillo Norteño, con quién grabó tres álbumes y se separó en 2009. Su reconocimiento internacional llegó cuando fue el líder, cofundador y vocalista del grupo Calibre 50 desde 2010 hasta 2022, cuando se dedicó solamente a su carrera como solista y abandonó la agrupación.
En 2022, lanzó su primer sencillo en solitario «¡Chale!», canción que se enlistó durante 9 semanas en la lista Billboard Global 200 y alcanzó el puesto 67 en esta. Ese mismo año lanzó su álbum en vivo debut La historia debe continuar (Tour en vivo) a través de Lizos Music. Su primer álbum de estudio Consejos gratis, fue publicado en 2022.
Como solista, ha colaborado con artistas como Banda MS, Matisse, Yuridia, Fuerza Regida, Carlos Rivera, MC Davo, Junior H, Panter Bélico, Michelle Maciel y Lalo Mora. Durante su carrera, ha ganado 9 premios SESAC, distinciones que galardonan a compositores latinos, así como también 12 premios SACM, logrando ser uno de los cantautores latinos más importantes de los últimos años y uno de los referentes más grandes de la música popular mexicana.

## Biografía

### Primeros años
Muñoz nació en la ciudad de Los Mochis, Sinaloa. Es el menor de cuatro hermanos del matrimonio entre Rodolfo Muñoz e Isidora Cantú. Su familia se mudó a Mazatlán cuando tenía cinco años. El gusto por la música lo tuvo desde su niñez, ya que a los ocho años inició a tocar la guitarra. A los 13 años, comenzó a tocar en el restaurante de mariscos propiedad de su familia. Muñoz inició a componer corridos a los 17 años.

### Colmillo Norteño
En 2006, Edén se integró como vocalista, acordeonista y compositor al grupo Colmillo Norteño. Su integración se dio luego de que el grupo iniciara una nueva etapa con integrantes nuevos, ya que originalmente se había creado en 1996. Con la agrupación publicó tres álbumes, El Cid en 2008 y 2009 y Sueño guajiro en 2009. En 2010, después de tener desacuerdos con los demás integrantes, Muñoz abandonó el grupo para fundar otro, al que llamó inicialmente "Puro Colmillo Norteño" y lanzó el álbum Renovar o morir bajo ese nombre.

### Calibre 50
Después de lanzar Renovar o morir bajo el nombre de Puro Colmillo Norteño, debido a la similitud con el anterior grupo Edén optó por renombrar su nuevo proyecto y lo tituló como Calibre 50. Al fundarlo estaba conformado por él, Armando Ramos, Augusto Guido y Martín López.
Con esta agrupación, Muñoz alcanzó mucha popularidad en el medio musical mexicano, estadounidense y latinoamericano, ya que al ser el vocalista principal y compositor, era la imagen de Calibre 50 y quién obtenía mayor crédito en los medios cuando se hablaba de la banda.
En total, lanzaron 13 álbumes de estudio, 3 en vivo y 6 recopilatorios. Con el grupo, logró figurar en la lista Billboard 200, en el puesto 200 con Grandes éxitos (2012), en el 118 con Contigo (2014) y el 136 con Historias de la calle (2015). Este último encabezó la lista Top Latin Albums, al igual que Desde el rancho (2016). Obtuvieron varios top 10 con: El buen ejemplo (2012), Corridos de alto calibre (2013), La recompensa (2013) y Lo mejor de... (2015).
A principios de 2022, Muñoz abandonó Calibre 50, debido a que después de ser padre, prefirió pasar más tiempo con su familia, pero sin alejarse del medio musical e iniciar una carrera como solista y así tener más libertades sobre su trabajo sin afectar su vida personal, viendo esto como un punto medio. Esto lo decidió después de un viaje familiar que hizo a San Luis Potosí, momento en el que dijo que encontró tranquilidad y paz mental. En una entrevista en El Gordo y la Flaca, Muñóz informó que también influyó la enfermedad de uno de sus hijos para tomar esa decisión.

## Carrera como solista

### Debut y éxito de «¡Chale!»
En 2021, cuando aún era parte de Calibre 50, Muñoz grabó una versión regional mexicana de la canción «Creo en ti» del grupo de pop-rock Reik. En enero de 2022, después de las controversias por abandonar Calibre 50, publicó el video oficial de la canción, dando por iniciada su carrera en solitario. En una transmisión en vivo, Muñoz expresó que su nueva etapa musical venía: "con un ritmo y estilo diferente al que estábamos acostumbrados".
En febrero, firmó con el sello discográfico Lizos Music, perteneciente a Sergio Lizárraga, líder de Banda MS. Después de esto, lanzó su sencillo «¡Chale!» e informó que estaba trabajando en su primer álbum, el 24 de febrero, el cantante condujo la ceremonia de premiación de los Premios Lo Nuestro. Con el sencillo, logró posicionarse entre los más escuchados en Spotify y TikTok por lo que también fue nombrado el artista latino más popular de 2022 en YouTube, por encima de artistas como Bad Bunny, Shakira, Grupo Firme y Karol G. Ante esto, Edén reaccionó en su cuenta de Instagram: "Qué sentimiento me da al poner este post. Empezamos con “0” oyentes un 25 de diciembre cuando «Creo en ti» salió al mundo. A casi un año de nuestro proyecto solo me queda decir: GRACIAS". En abril, el sencillo encabezó la lista Mexico Songs, dándole su primer número 1 como solista en es país. También se colocó en el primer puesto de Regional Mexican Airplay, así como top 10 en Bolivia y número 67 en la lista Global 200.

### Controversia con la familia Sánchez
En marzo, publicó el sencillo «Chalino» —dedicado al cantante de corridos Chalino Sánchez quién fue ejecutado en 1992—, la canción no fue de agrado para los familiares de Sánchez, ya que esta hace mención de posibles nexos con el crimen organizado que el fallecido tuvo en vida y que probablemente fueron causantes de su muerte. Líricamente habla del último concierto que dio Chalino, lugar donde fue amenazado con ser asesinado. La viuda de Chalino, Marisela Sánchez, expresó en el programa En la Jugada: "Es algo que ha dañado a la familia. No sé qué tanta necesidad o de dónde sacó esa información este muchacho (Edén Muñoz), pero sí me gustaría preguntárselo ya que el asesinato de Chalino no es un asesinato ya aclarado, me gustaría preguntarle de dónde sacó esa información, igual y nos puede decir y nos puede servir para volver a abrir el caso", mostrando descontento con la narrativa de la canción y la calificó como "dañina para su familia". Muñoz respondió que él compuso la canción con respeto para el artista y que siempre lo miró con admiración, sin pensar que su letra le generaría conflictos con su familia. A pesar de las controversias, la canción no fue bien recibida comercialmente a comparación de su anterior lanzamiento, y no figuró en listas musicales importantes.

### GiraGracias a ticon Banda MS y «Te voy a encontrar»
El 10 de marzo de 2022, participó en su primera colaboración musical como artista invitado, en la canción «Hay que hacer dinero» de Banda MS. Esta fue número 1 en la lista Regional/Audiencia de Monitor Latino. Semanas después, estrenaron el video oficial de la canción, subido al canal oficial de YouTube de Lizos Music, disquera de ambos artistas. El video en su primera semana acumuló 1 millón de vistas, y se colocó en el top 10 de tendencias en YouTube México.Gracias a la colaboración, ambos actos musicales decidieron iniciar un gira por México y Estados Unidos. Muñóz mencionó en una entrevista: "Parte de la experiencia que queremos con esta gira es justamente que conozcan dos conceptos que son totalmente diferentes, pero que a la vez, allá adelante se unen. Me ha tocado participar en todos los discos de (Banda) MS, como autor, también como productor, me presumo ser amigo de ellos de hace más de 15 años, entonces, está como muy padre el poder compartir y que haya música para la gente". La gira a la que nombraron Gracias a ti comenzó el 29 de abril de 2022 en el Allstate Arena en Chicago.
El 26 de abril, Edén lanzó el sencillo promocional «Te voy a encontrar», canción que le compuso a Debanhi Escobar, una joven secuestrada y asesinada a inicios de ese mes en el estado de Nuevo León, su caso de feminicidio fue uno de los más publicados en la historia de México. Muñoz también dedicó la canción a todas las víctimas de feminicidio, expresando en su canal de YouTube "Me tiene demasiado sensible el caso de Debanhi y las miles de personas que sufren lo mismo... de la única manera en la que me puedo expresar es con mi música y hoy dedico esta canción a todos aquellos que anhelan encontrar a sus seres queridos y también a todos los que anhelan ser encontrados". En su estreno, el video del audio de la canción, se colocó en el puesto 13 de tendencias en YouTube México.
El 5 de mayo de 2022, Muñoz colaboró con la artista de sierreño urbano Michelle Maciel en la canción «No sabía cuánto», marcando la primera vez que el cantante se acercaba al género urbano en toda su carrera. Él explicó que escuchó a Maciel por primera vez durante un vuelo, y al gustarle su música decidió contactarla para escribir algo juntos.

### Álbum La historia debe continuar (Tour en vivo)(2022)
En junio de 2022, lanzó su primer álbum como solista; un álbum en vivo que grabó en la gira Gracias a ti en las fechas del 29 y 30 de abril en Chicago, Estados Unidos. En el disco incluyó los sencillos «Creo en ti», «¡Chale!» y «Chalino», así como algunos covers de canciones como: «Provócame» de Chayanne, «Simplemente amigos» de Ana Gabriel, «Amor prohibido» de Selena, «Sangoloteadito» de Joan Sebastian, «Tiene espinas el rosal» de Grupo Cañaveral y «Antología» de Shakira.

### ÁlbumConsejos gratis(2022) y sencillos
En agosto de 2022, Muñoz lanzó la canción «Ni volviendo a nacer» anunciando que era el sencillo líder de su primer álbum de estudio Consejos gratis, destinado a lanzarse en octubre de ese año. En su primera semana de publicación, el video oficial de la canción acumuló un millón de vizualizaciones en YouTube y se enlistó en el top 20 de tendencias en YouTube México. Muñoz agradeció en Instagram escribiendo: "Quiero agradecerles infinitamente todo el amor que le están dando a 'Ni Volviendo a Nacer'.... El disco ya va a salir la segunda semana de octubre para que también estén al pendiente", concluyendo con la fecha aproximada de lanzamiento del álbum.

### Nuevo sello musical y álbumComo en los viejos tiempos(2023)
En octubre de 2023, Muñoz se salió de Lizos Music y firmó un nuevo contrato con Sony Music México. El 30 de noviembre de ese mismo año, lanzó su segundo álbum de estudio Como en los viejos tiempos. Dicho material es notable por tener una combinación de nuevas canciones inéditas, numerosas colaboraciones de otros artistas del regional mexicano y covers de otras canciones del género hechas al estilo de Muñoz. Entre las pistas del álbum están «Hotel El Cid»  y «Sueño guajiro»; canciones que Muñoz grabó en sus inicios profesionales con el grupo Colmillo Norteño.

### ÁlbumesEdényLos prohibidos en concierto(2024)
El 15 de agosto de 2024, Muñoz lanzó su tercer álbum de estudio como solista titulado Edén. Hasta la fecha, ha sido el álbum más experimental de su carrera. El 16 de diciembre del mismo año, Muñoz lanzó su segundo álbum en vivo titulado Los prohibidos en concierto.

### ÁlbumPiedras a la luna(2025)
El 28 de agosto de 2025, Muñoz lanzará su cuarto álbum de estudio como solista Piedras a la luna.

## Discografía

### Con Colmillo Norteño
| Título        | Detalles                                                                                    | Ref.   |
| ------------- | ------------------------------------------------------------------------------------------- | ------ |
| El Cid        | - Publicado: 1 de enero de 2008 - Sello: Independiente - Formato: CD, descarga digital      | [ 10 ] |
| 2009          | - Publicado: 8 de noviembre de 2009 - Sello: Independiente - Formato: CD, descarga digital  | [ 11 ] |
| Sueño guajiro | - Publicado: 27 de noviembre de 2009 - Sello: Independiente - Formato: CD, descarga digital | [ 12 ] |

### Con Calibre 50
Álbumes de estudio
- 2010: Renovar o morir
- 2011: De Sinaloa para el mundo
- 2012: El buen ejemplo
- 2013: La recompensa
- 2013: Corridos de alto calibre
- 2014: Contigo
- 2015: Historias de la calle
- 2016: Desde el rancho
- 2017: Guerra de poder
- 2018: Mitad y mitad
- 2019: Simplemente gracias
- 2021: Vamos bien

Otros Álbumes
- 2014: Siempre contigo (Spotify Sessions) (EP en vivo)
- 2017: En vivo desde el Auditorio Telmex
- 2020: En vivo
- 2020: Desde el estudio Andaluz Music (álbum en vivo)
- 2021: En vivo desde el Rancho San Vicente (EP)

### Como solista

#### Álbumes de estudio
| Título                     | Detalles                                                                                               | Ref.   |
| -------------------------- | --- | ------ |
| Consejos gratis            | - Publicado: 14 de octubre de 2022 - Sello: Lizos Music - Formato: descarga digital, streaming         | [ 52 ] |
| Como en los viejos tiempos | - Publicado: 30 de noviembre de 2023 - Sello: Sony Music México - Formato: descarga digital, streaming |        |
| Edén                       | - Publicado: 15 de agosto de 2024 - Sello: Sony Music México - Formato: descarga digital, streaming    |        |
| Piedras a la luna          | - Publicado: 28 de agosto de 2025 - Sello: Sony Music México - Formato: descarga digital, streaming    | [ 51 ] |

#### Álbumes en vivo
| Título                                    | Detalles                                                                                               | Ref.   |
| ----------------------------------------- | --- | ------ |
| La historia debe continuar (tour en vivo) | - Publicado: 17 de junio de 2022 - Sello: Lizos Music - Formato: descarga digital, streaming           | [ 53 ] |
| Los prohibidos en concierto               | - Publicado: 16 de diciembre de 2024 - Sello: Sony Music México - Formato: descarga digital, streaming |        |

#### Sencillos
| Título                                      | Año  | Álbum                      |
| ------------------------------------------- | ---- | -------------------------- |
| «Creo en ti»                                | 2021 | Sencillo sin álbum         |
| «¡Chale!»                                   | 2022 | Sencillo sin álbum         |
| «Chalino»                                   | 2022 | Sencillo sin álbum         |
| «Te voy a encontrar»                        | 2022 | Sencillo sin álbum         |
| «No sabía cuánto» (con Michelle Maciel)     | 2022 | Sencillo sin álbum         |
| «Viejo»                                     | 2022 | Sencillo sin álbum         |
| «Simplemente amigos»                        | 2022 | Sencillo sin álbum         |
| «Ni volviendo a nacer»                      | 2022 | Consejos gratis            |
| «Oficialmente en soltería»                  | 2022 | Consejos gratis            |
| «Me rendí» (con Banda MS)                   | 2022 | Consejos gratis            |
| «Fuiste tú»                                 | 2022 | Sencillo sin álbum         |
| «Te invito a ser feliz»                     | 2023 | Sencillo sin álbum         |
| «¿Cómo se supera?» (con MC Davo)            | 2023 | Sencillo sin álbum         |
| «Vuela tú»                                  | 2023 | Sencillo sin álbum         |
| «Abcdario» (con Junior H)                   | 2023 | Sencillo sin álbum         |
| «Mi recaída en los excesos» (con Lalo Mora) | 2023 | Sencillo sin álbum         |
| «Aunque no te pueda ver»                    | 2023 | Sencillo sin álbum         |
| «Como en los viejos tiempos»                | 2023 | Como en los viejos tiempos |
| «Me aventé»                                 | 2024 | Sencillo sin álbum         |
| «Money edition» (con Fuerza Regida)         | 2024 | Edén                       |
| «¿Cómo te fue sin mí?»                      | 2024 | Edén                       |
| «Todo me vale madre»                        | 2024 | Edén                       |
| «El del Trigo» (con Cheko MG)               | 2024 | Sencillo sin álbum         |
| «No sabes la que te espera» (con Luck Ra)   | 2024 | Edén                       |
| «NTP»                                       | 2024 | Edén                       |
| «Traigo saldo y ganas de rogar»             | 2024 | Edén                       |
| «Mi primer día sin ti»                      | 2025 | Piedras a la luna          |
| «La dama» (con Óscar Maydon)                | 2025 | Piedras a la luna          |
| «Qué loco el plebe»                         | 2025 | Piedras a la luna          |
| «Lejos estamos mejor»                       | 2025 | Piedras a la luna          |
| «Raite pa' con Diosito»                     | 2025 | Piedras a la luna          |
| «Te juro que te amo»                        | 2025 | Piedras a la luna          |

##### Como artista invitado
| Título                                                                       | Año  | Álbum                                            |
| ---------------------------------------------------------------------------- | ---- | ------------------------------------------------ |
| «Hay que hacer dinero» (de Banda MS)                                         | 2022 | Sencillo sin álbum                               |
| «Me hace tanto bien» (de Yuridia)                                            | 2022 | Pa' luego es tarde (de Yuridia)                  |
| «Te vale madre» (de Matisse)                                                 | 2022 | De norte a sur (de Matisse)                      |
| «Cuidando el territorio (En vivo)» (de Beto Sierra)                          | 2022 | Sencillo sin álbum                               |
| «Alguien me espera en Madrid» (de Carlos Rivera con Carín León y Edén Muñóz) | 2023 | Sincerándome (de Carlos Rivera)                  |
| «Tú me enseñaste» (de Marca Registrada)                                      | 2023 | Don't stop the magic (de Marca Registrada)       |
| «Y me verán» (de Fuerza Regida)                                              | 2023 | Sigan hablando (de Fuerza Regida)                |
| «Te perdonaría» (de El Frizian)                                              | 2023 | Sencillo sin álbum                               |
| «CCC» (de Michelle Maciel)                                                   | 2023 | Sencillo sin álbum                               |
| «Amor clandestino (Versión regional mexicano)» (de Maná)                     | 2023 | Noches de cantina (de Maná)                      |
| «CCC (Remix)» (de Michelle Maciel con Edén Muñóz y Panter Bélico)            | 2023 | Sencillo sin álbum                               |
| «Tierra del corrido» (de Los Tucanes de Tijuana, Edén Muñóz y Fuerza Regida) | 2023 | Sencillo sin álbum                               |
| «Una noche en Culiacán» (de El Komander)                                     | 2023 | Sencillo sin álbum                               |
| «LMV» (de Luis R. Conriquez)                                                 | 2024 | Corridos bélicos, vol. IV (de Luis R. Conriquez) |
| «Vas a destrozarme» (de Mau y Ricky)                                         | 2024 | Sencillo sin álbum                               |
| «Bandido» (de Piso 21)                                                       | 2024 | Sencillo sin álbum                               |
| «Mi eterno amor secreto» (de Yuridia)                                        | 2024 | Literal (de Yuridia)                             |
| «Neptuno» (de Los Dareyes de la Sierra)                                      | 2024 | Sencillo sin álbum                               |
| «Llorar por ella» (de Kany García)                                           | 2024 | García (de Kany García)                          |
| «Corazón en coma» (de Camila)                                                | 2024 | Regresa (de Camila)                              |
| «Polvo de gigantes» (de Kurt)                                                | 2024 | Sencillo sin álbum                               |
| «Otra vez» (de Víctor García)                                                | 2024 | Mi regreso (de Víctor García)                    |
| «Buena amiga» (de Grupo Laberinto)                                           | 2025 | Sencillo                                         |
| «Unas heladas» (de Máximo Grado)                                             | 2025 | Somos leyenda (de Máximo Grado)                  |
| «Karma» (de India Martínez)                                                  | 2025 | Aguachile (de India Martínez)                    |
| «Nunca deja de llover» (de Jesse & Joy)                                      | 2025 | Lo que nos faltó decir (de Jesse & Joy)          |

## Giras como solista
- Gira Gracias a ti (con Banda MS) (2022)[41]
- Consejos gratis Tour (2023)[54]
- Como en los viejos tiempos Tour (2024)

## Televisión
| Año  | Programa              | Rol       | Notas                                                  | Ref.   |
| ---- | --------------------- | --------- | ------------------------------------------------------ | ------ |
| 2020 | ¿Quién es la máscara? | Oso polar | Programa de concursos, tercer lugar, segunda temporada | [ 55 ] |
| 2022 | Premios Lo Nuestro    | Anfitrión | Presentador de la ceremonia                            |        |
| 2022 | Tu cara me suena      | Jurado    | Programa de concursos                                  | [ 56 ] |

## Premios y nominaciones
| Año  | Premio                              | Categoría          | Resultado | Referencia |
| ---- | ----------------------------------- | ------------------ | --------- | ---------- |
| 2014 | Exito SACM                          | Regional Mexicano  | Ganador   | enlace     |
| 2015 | Exito SACM                          | Regional Mexicano  | Ganador   | enlace     |
| 2016 | Exito SACM                          | Regional Mexicano  | Ganador   | enlace     |
| 2017 | Exito SACM                          | Regional Mexicano  | Ganador   | enlace     |
| 2017 | Billboard                           | Compositor del Año | Ganador   | enlace     |
| 2018 | Sesac Latina Composer of the Year   | Compositor del Año | Ganador   | enlace     |
| 2018 | Exito SACM                          | Regional Mexicano  | Ganador   | enlace     |
| 2019 | Exito SACM                          | Regional Mexicano  | Ganador   | enlace     |
| 2020 | Exito SACM                          | Regional Mexicano  | Ganador   | enlace     |
| 2020 | Sesac Latina Composer of the Year   | Regional Mexicano  | Ganador   | enlace     |
| 2022 | Sesac Latina Composer of the Year   | Regional Mexicano  | Ganador   | enlace     |
| 2023 | Sesac Latina Songwriter of the Year | Regional Mexicano  | Ganador   | enlace     |